# Tax Day
Tax Day（タックス・デイ）は、アメリカ合衆国における確定申告締切日の呼称。通常は4月15日を指す。

## 歴史
1861年の1861年歳入法、1894年のウィルソン・ゴーマン関税法、1913年のアメリカ合衆国憲法修正第16条などを経て、アメリカ合衆国の税制が固まっていき、1955年から現在の4月15日に定着した。